# Bristol (CDP w Vermont)
Bristol – jednostka osadnicza w Stanach Zjednoczonych, w stanie Vermont, w hrabstwie Addison.